# Canton de Boulay-Moselle
Le canton de Boulay-Moselle est une circonscription électorale française située dans le département de la Moselle et la région Grand Est.

## Géographie
Ce canton est organisé autour de Boulay-Moselle dans l'arrondissement de Forbach-Boulay-Moselle. Son altitude varie de 197 m  à 411 m (Obervisse).

## Histoire
Le canton était situé dans l'arrondissement de Boulay-Moselle jusqu'au 31 décembre 2014.
Par décret du 18 février 2014, le nombre de cantons du département est divisé par deux, avec mise en application aux élections départementales de mars 2015. Le canton de Boulay-Moselle est conservé et est réduit. Il passe de 33 à 31 communes, récupérant la commune de Creutzwald du canton de Bouzonville, et cédant la commune de Boucheporn au canton de Bouzonville, et les communes de Holling et Zimming au canton de Faulquemont.

## Langue
D'après un recensement de 1962, le canton comptait 60 à 80 % de locuteurs du francique lorrain. Après cette date, les recensements de l'INSEE ont arrêté de poser la question de la langue maternelle aux citoyens enquêtés.

## Représentation

### Conseillers généraux de 1833 à 2015
| Période | Période      | Identité                   | Étiquette               | Qualité |
| ------- | ------------ | -------------------------- | ----------------------- | --- |
| 1833    | 1842 (décès) | Jean Victor Poulmaire      |                         | Notaire à Boulay |
| 1842    | 1848         | François Ving (1786-1854)  |                         | Médecin, officier de santé à Boulay |
| 1848    | 1871         | François Le Secq de Crépy  |                         | Notaire, ancien colonel, maire de Boulay (démissionne en 1871 pour protester contre l'annexion) |
| 1871    | 1919         | Annexion allemande         |                         | |
| 1919    | 1940         | Alexis Weber               | URL- Anticommuniste PSF | Banquier à Boulay, ancien député au Landtag d'Alsace-Lorraine (1911-1918) |
| 1940    | 1944         | Annexion allemande         |                         | |
| 1945    | 1949         | Joseph Boutter (1908-1985) | MRP                     | Assureur à Boulay |
| 1949    | 1955         | Joseph Martin              | RPF puis RS             | Médecin Maire de Boulay |
| 1955    | 1961         | Pierre Oulerich            | MRP                     | Mineur Maire de Ham-sous-Varsberg |
| 1961    | 1992         | Julien Schvartz            | UDR puis RPR            | Médecin Maire de Boulay Député de 1962 à 1981 |
| 1992    | 2015         | André Boucher (1947-2021)  | DVD                     | Cadre Maire de Boulay-Moselle (2008-2021) Maire de Guinkirchen (1971-1977) (plus jeune maire de France), puis de Gomelange (1977-2008) Président de la Communauté de communes du Pays boulageois Vice-président du Conseil général, conseiller régional (2016-2021) |

### Conseillers d'arrondissement (de 1833 à 1940)
Le canton de Boulay avait trois conseillers d'arrondissement de 1919 à 1940.
De 1801 à 1871, il appartenait à l'arrondissement de Metz.
| Période                                  | Période      | Identité                            | Étiquette | Qualité |
| ---------------------------------------- | ------------ | ----------------------------------- | --------- | --- |
| 1833                                     |              | M. Marcus                           |           | Propriétaire, maire de Condé-Pontigny                                                                       |
|                                          |              |                                     |           | |
| 1848                                     |              | Jean-Baptiste Ving fils (1812-1861) |           | Médecin à Boulay                                                                                            |
|                                          |              |                                     |           | |
| 1919                                     | 1940         | François Bassompierre               | URL       | Propriétaire à Guinkirchen                                                                                  |
| 1919                                     | 1940 (décès) | Pierre Déro (1860-1940)             | URL       | Agent général, Président du Conseil d'arrondissement, adjoint au maire de Boulay                            |
| 1919                                     | 1922         | Henri-Marie Werner (1863-1931)      | URL       | Pharmacien à Boulay                                                                                         |
| 1922                                     | 1940         | Victor Koune (1866-1941)            |           | Rentier, maire de Boulay                                                                                    |
| 1940                                     |              |                                     |           | Les conseils d'arrondissement ont été suspendus par la loi du 12 octobre 1940 et n'ont jamais été réactivés |
| Les données manquantes sont à compléter. |              |                                     |           | |

### Conseillers départementaux à partir de mars 2015
| Période élective | Période élective | Mandat | Mandat   | Identité             | Nuance | Nuance | Qualité |
| ---------------- | ---------------- | ------ | -------- | -------------------- | ------ | ------ | --- |
| 2015             | 2021             | 2015   | 2021     | Jean-Paul Dastillung |        | UDI    | Professeur chef de travaux retraité Vice-président du département adjoint au maire de Creutzwald président de la Communauté de communes du Warndt |
| 2015             | 2021             | 2015   | 2021     | Ginette Magras       |        | LR     | Préparatrice en pharmacie hospitalière Adjointe au maire de Boulay-Moselle                                                                        |
| 2021             | 2028             | 2021   | en cours | Jean-Paul Dastillung |        | UDI    | Conseiller municipal à Creutzwald, Président de la Communauté de communes du Warndt                                                               |
| 2021             | 2028             | 2021   | en cours | Ginette Magras       |        | LR     | Ajointe au maire de Boulay-Moselle, 10ème Vice-Présidente du Conseil Départemental                                                                |

### Résultats détaillés

#### Élections de mars 2015
À l'issue du 1er tour des élections départementales de 2015, deux binômes sont en ballottage : Josyane Bialek et Gérard Vuillaume (FN, 42,01 %) et Jean-Paul Dastillung et Ginette Magras (Union de la Droite, 33,37 %). Le taux de participation est de 47,4 % (10 575 votants sur 22 309 inscrits) contre 44,87 % au niveau départemental et 50,17 % au niveau national.
Au second tour, Jean-Paul Dastillung et Ginette Magras (Union de la Droite) sont élus avec 54,81 % des suffrages exprimés et un taux de participation de 48,67 % (5 574 voix pour 10 868 votants et 22 329 inscrits).

#### Élections de juin 2021
Le premier tour des élections départementales de 2021 est marqué par un très faible taux de participation (33,26 % au niveau national). Dans le canton de Boulay-Moselle, ce taux de participation est de 28,47 % (6 432 votants sur 22 590 inscrits) contre 26,75 % au niveau départemental. À l'issue de ce premier tour, deux binômes sont en ballottage : Jean-Paul Dastillung et Ginette Magras (Union à droite, 48,16 %) et Lucien Da Ros et Fabienne Schneider (RN, 33,91 %).
Le second tour des élections est marqué une nouvelle fois par une abstention massive équivalente au premier tour. Les taux de participation sont de 34,36 % au niveau national, 27,16 % dans le département et 27,85 % dans le canton de Boulay-Moselle. Jean-Paul Dastillung et Ginette Magras (Union à droite) sont élus avec 64,9 % des suffrages exprimés (3 846 voix pour 6 292 votants et 22 596 inscrits),,. 

## Composition

### Composition avant 2015

Situation du canton de Boulay-Moselle dans l'arrondissement de Boulay-Moselle avant 2015.

Le canton de Boulay-Moselle regroupait 33 communes.
| Nom                   | Code Insee | Codepostal | Superficie (km2) | Population (dernière pop. légale) | Densité (hab./km2) |
| --------------------- | ---------- | ---------- | ---------------- | --------------------------------- | ------------------ |
| Bannay                | 57048      | 57220      | 4,11             | 77 (2012)                         | 19                 |
| Bettange              | 57070      | 57220      | 3,73             | 221 (2012)                        | 59                 |
| Bionville-sur-Nied    | 57085      | 57220      | 8,43             | 373 (2012)                        | 44                 |
| Bisten-en-Lorraine    | 57087      | 57220      | 4,48             | 253 (2012)                        | 56                 |
| Boucheporn            | 57095      | 57220      | 6,65             | 562 (2012)                        | 85                 |
| Boulay-Moselle        | 57097      | 57220      | 19,55            | 5 377 (2012)                      | 275                |
| Brouck                | 57112      | 57220      | 2,98             | 91 (2012)                         | 31                 |
| Condé-Northen         | 57150      | 57220      | 10,92            | 644 (2012)                        | 59                 |
| Coume                 | 57154      | 57220      | 14,90            | 709 (2012)                        | 48                 |
| Denting               | 57172      | 57220      | 9,67             | 264 (2012)                        | 27                 |
| Éblange               | 57187      | 57220      | 3,32             | 386 (2012)                        | 116                |
| Gomelange             | 57252      | 57220      | 9,40             | 535 (2012)                        | 57                 |
| Guerting              | 57274      | 57880      | 5,64             | 876 (2012)                        | 155                |
| Guinkirchen           | 57277      | 57220      | 5,15             | 187 (2012)                        | 36                 |
| Ham-sous-Varsberg     | 57288      | 57880      | 6,53             | 2 798 (2012)                      | 428                |
| Helstroff             | 57312      | 57220      | 7,91             | 467 (2012)                        | 59                 |
| Hinckange             | 57326      | 57220      | 6,07             | 305 (2012)                        | 50                 |
| Holling               | 57329      | 57220      | 4,86             | 474 (2012)                        | 98                 |
| Mégange               | 57455      | 57220      | 4,96             | 167 (2012)                        | 34                 |
| Momerstroff           | 57471      | 57220      | 6,17             | 289 (2012)                        | 47                 |
| Narbéfontaine         | 57495      | 57220      | 3,58             | 127 (2012)                        | 35                 |
| Niedervisse           | 57507      | 57220      | 5,77             | 252 (2012)                        | 44                 |
| Obervisse             | 57519      | 57220      | 4,40             | 159 (2012)                        | 36                 |
| Ottonville            | 57530      | 57220      | 15,71            | 425 (2012)                        | 27                 |
| Piblange              | 57542      | 57220      | 9,59             | 1 020 (2012)                      | 106                |
| Roupeldange           | 57599      | 57220      | 2,52             | 388 (2012)                        | 154                |
| Téterchen             | 57667      | 57220      | 8,75             | 754 (2012)                        | 86                 |
| Valmunster            | 57691      | 57220      | 3,14             | 97 (2012)                         | 31                 |
| Varize-Vaudoncourt    | 57695      | 57220      | 13,87            | 529 (2012)                        | 38                 |
| Varsberg              | 57696      | 57880      | 4,15             | 928 (2012)                        | 224                |
| Velving               | 57705      | 57220      | 4,71             | 229 (2012)                        | 49                 |
| Volmerange-lès-Boulay | 57730      | 57220      | 5,96             | 566 (2012)                        | 95                 |
| Zimming               | 57762      | 57690      | 7,87             | 674 (2012)                        | 86                 |

### Composition depuis 2015
Le canton de Boulay-Moselle comprend désormais trente-et-une communes.
| Nom                                    | Code Insee | Intercommunalité                     | Superficie (km2) | Population (dernière pop. légale) | Densité (hab./km2) | Modifier                                    |
| -------------------------------------- | ---------- | ------------------------------------ | ---------------- | --------------------------------- | ------------------ | ------------------------------------------- |
| Boulay-Moselle (bureau centralisateur) | 57097      | CC de la Houve et du Pays Boulageois | 19,55            | 5 479 (2022)                      | 280                | modifier les données · modifier les données |
| Bannay                                 | 57048      | CC de la Houve et du Pays Boulageois | 4,11             | 75 (2022)                         | 18                 | modifier les données · modifier les données |
| Bettange                               | 57070      | CC de la Houve et du Pays Boulageois | 3,73             | 244 (2022)                        | 65                 | modifier les données · modifier les données |
| Bionville-sur-Nied                     | 57085      | CC de la Houve et du Pays Boulageois | 8,43             | 393 (2022)                        | 47                 | modifier les données · modifier les données |
| Bisten-en-Lorraine                     | 57087      | CC du Warndt                         | 4,48             | 249 (2022)                        | 56                 | modifier les données · modifier les données |
| Brouck                                 | 57112      | CC de la Houve et du Pays Boulageois | 2,98             | 81 (2022)                         | 27                 | modifier les données · modifier les données |
| Condé-Northen                          | 57150      | CC de la Houve et du Pays Boulageois | 10,92            | 722 (2022)                        | 66                 | modifier les données · modifier les données |
| Coume                                  | 57154      | CC de la Houve et du Pays Boulageois | 14,90            | 601 (2022)                        | 40                 | modifier les données · modifier les données |
| Creutzwald                             | 57160      | CC du Warndt                         | 26,72            | 12 389 (2022)                     | 464                | modifier les données · modifier les données |
| Denting                                | 57172      | CC de la Houve et du Pays Boulageois | 9,67             | 273 (2022)                        | 28                 | modifier les données · modifier les données |
| Éblange                                | 57187      | CC de la Houve et du Pays Boulageois | 3,32             | 363 (2022)                        | 109                | modifier les données · modifier les données |
| Gomelange                              | 57252      | CC de la Houve et du Pays Boulageois | 9,40             | 472 (2022)                        | 50                 | modifier les données · modifier les données |
| Guerting                               | 57274      | CC du Warndt                         | 5,64             | 870 (2022)                        | 154                | modifier les données · modifier les données |
| Guinkirchen                            | 57277      | CC de la Houve et du Pays Boulageois | 5,15             | 143 (2022)                        | 28                 | modifier les données · modifier les données |
| Ham-sous-Varsberg                      | 57288      | CC du Warndt                         | 6,53             | 2 889 (2022)                      | 442                | modifier les données · modifier les données |
| Helstroff                              | 57312      | CC de la Houve et du Pays Boulageois | 7,91             | 484 (2022)                        | 61                 | modifier les données · modifier les données |
| Hinckange                              | 57326      | CC de la Houve et du Pays Boulageois | 6,07             | 328 (2022)                        | 54                 | modifier les données · modifier les données |
| Mégange                                | 57455      | CC de la Houve et du Pays Boulageois | 4,96             | 140 (2022)                        | 28                 | modifier les données · modifier les données |
| Momerstroff                            | 57471      | CC de la Houve et du Pays Boulageois | 6,17             | 297 (2022)                        | 48                 | modifier les données · modifier les données |
| Narbéfontaine                          | 57495      | CC de la Houve et du Pays Boulageois | 3,58             | 115 (2022)                        | 32                 | modifier les données · modifier les données |
| Niedervisse                            | 57507      | CC de la Houve et du Pays Boulageois | 5,77             | 276 (2022)                        | 48                 | modifier les données · modifier les données |
| Obervisse                              | 57519      | CC de la Houve et du Pays Boulageois | 4,40             | 157 (2022)                        | 36                 | modifier les données · modifier les données |
| Ottonville                             | 57530      | CC de la Houve et du Pays Boulageois | 15,71            | 455 (2022)                        | 29                 | modifier les données · modifier les données |
| Piblange                               | 57542      | CC de la Houve et du Pays Boulageois | 9,59             | 965 (2022)                        | 101                | modifier les données · modifier les données |
| Roupeldange                            | 57599      | CC de la Houve et du Pays Boulageois | 2,52             | 338 (2022)                        | 134                | modifier les données · modifier les données |
| Téterchen                              | 57667      | CC de la Houve et du Pays Boulageois | 8,75             | 765 (2022)                        | 87                 | modifier les données · modifier les données |
| Valmunster                             | 57691      | CC de la Houve et du Pays Boulageois | 3,14             | 82 (2022)                         | 26                 | modifier les données · modifier les données |
| Varize-Vaudoncourt                     | 57695      | CC de la Houve et du Pays Boulageois | 13,87            | 501 (2022)                        | 36                 | modifier les données · modifier les données |
| Varsberg                               | 57696      | CC du Warndt                         | 4,15             | 972 (2022)                        | 234                | modifier les données · modifier les données |
| Velving                                | 57705      | CC de la Houve et du Pays Boulageois | 4,71             | 204 (2022)                        | 43                 | modifier les données · modifier les données |
| Volmerange-lès-Boulay                  | 57730      | CC de la Houve et du Pays Boulageois | 5,96             | 553 (2022)                        | 93                 | modifier les données · modifier les données |
| Canton de Boulay-Moselle               | 5703       |                                      | 242,79           | 31 875 (2022)                     | 131                | modifier les données                        |

## Démographie

### Démographie avant 2015
| 1962   | 1968   | 1975   | 1982   | 1990   | 1999   | 2006   | 2011   | 2012   |
| ------ | ------ | ------ | ------ | ------ | ------ | ------ | ------ | ------ |
| 14 321 | 14 566 | 15 473 | 17 295 | 18 076 | 18 056 | 19 289 | 21 009 | 21 203 |

### Démographie depuis 2015
En 2022, le canton comptait 31 875 habitants, en évolution de −3,29 % par rapport à 2016 (Moselle : +0,52 %, France hors Mayotte : +2,11 %).
| 2013   | 2018   | 2022   |
| ------ | ------ | ------ |
| 33 098 | 32 806 | 31 875 |